# Prusias nugalis
Prusias nugalis är en spindelart som beskrevs av O. Pickard-Cambridge 1892. Prusias nugalis ingår i släktet Prusias och familjen jättekrabbspindlar. Inga underarter finns listade i Catalogue of Life.